# Paul Steinhardt

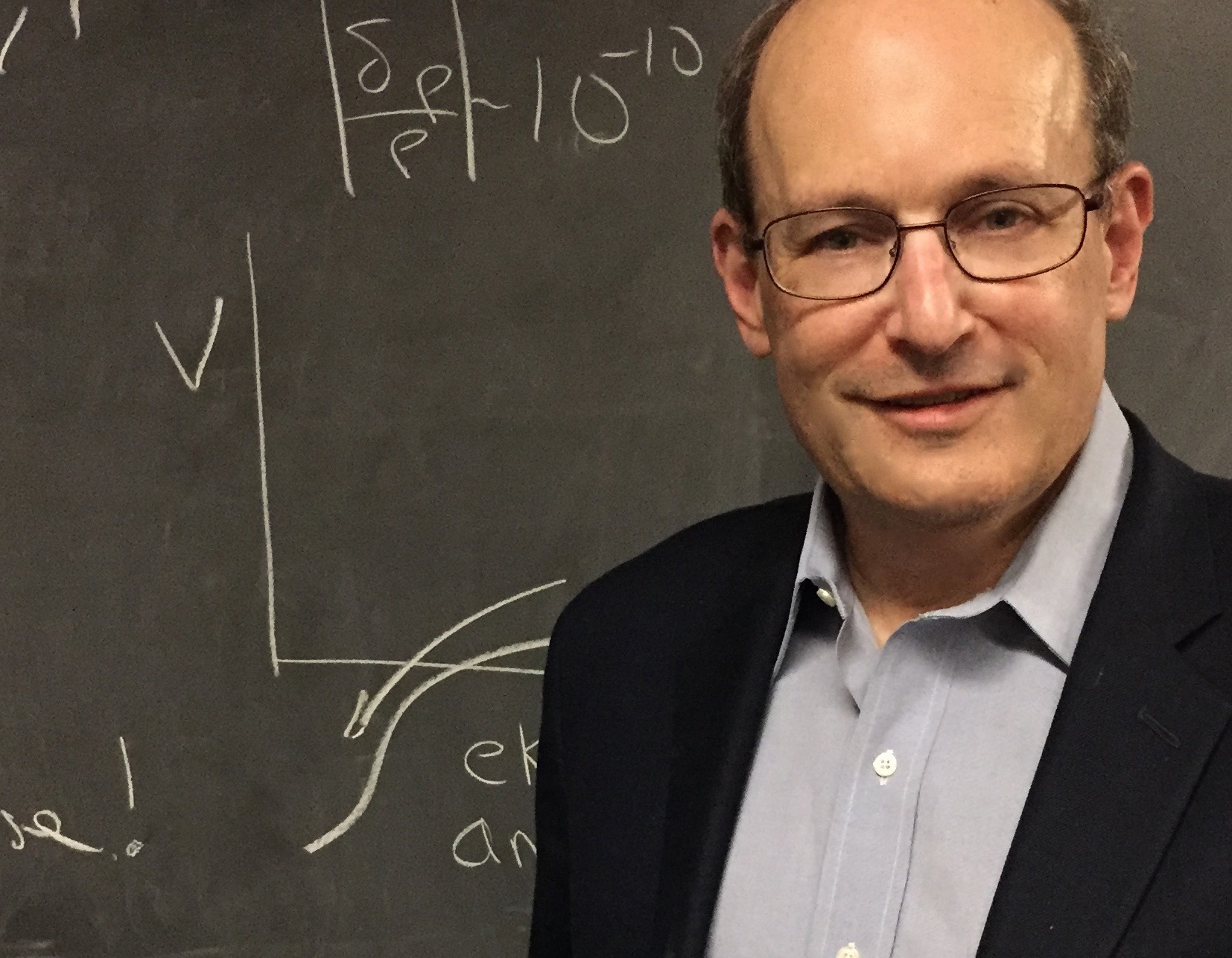

Paul J. Steinhardt, född 25 december 1952, är en amerikansk teoretisk fysiker och kosmolog. Han är innehavare av Albert Einstein-professuren i vetenskap vid Princeton University i USA. Han är mest känd för sina arbeten kring kosmisk inflation och kvintessens.
Steinhardt klarade snabbt av sin akademiska grundutbildning vid California Institute of Technology, fullföljde till PhD vid  Harvard University och blev professor vid University of Pennsylvania. Han sysslar huvudsakligen med teoretisk kosmologi, men han har även ägnat sig åt den kondenserade materiens fysik kring kvasikristaller. Vidare har han bidragit till att utröna om kosmologiska observationer kan klargöra drag hos den bakomliggande kosmologiska modellen. Hans senare arbeten inom strängteori har handlat om brankosmologi och den ekpyrotiska modellen. Mest aktuell är den cykliska modellen som han utvecklat tillsammans med Neil Turok.